# Traité d'Ancón
 (février 2024).
Si vous disposez d'ouvrages ou d'articles de référence ou si vous connaissez des sites web de qualité traitant du thème abordé ici, merci de compléter l'article en donnant les références utiles à sa vérifiabilité et en les liant à la section « Notes et références ».

Carte des changements territoriaux d'après le traité.

Le traité de Ancón a été signé par le Chili et le Pérou le 20 octobre 1883, dans le district d'Ancón près de Lima. Il devait régler les différends territoriaux subsistants entre les deux pays à l'issue de la Guerre du Pacifique (1879-1884) et à stabiliser leurs relations. Selon les termes du traité, le Chili prend le contrôle de la région de Tarapacá et obtient également Tacna et Arica pendant dix ans.
En 1929, grâce à la médiation du président des États-Unis Herbert Hoover, un nouvel accord, le traité de Lima, est conclu. Dans le cadre du compromis Tacna-Arica, le Chili conserve Arica, tandis que le Pérou reprend le contrôle de Tacna et reçoit 6 millions de dollars d'indemnité et quelques autres concessions.
Un autre chapitre important du traité dit que « Le Chili ne peut pas céder la souveraineté des anciens territoires péruviens à d'autres nations sans demander l'accord du Pérou. » Ce chapitre a été invoqué, lors de la proposition chilienne de 1975 qui offrait la souveraineté de la Bolivie sur certains ports secondaires.